# 羅津要塞
羅津要塞（らしんようさい）とは、朝鮮半島北部の羅津防備のため設置された大日本帝国陸軍の要塞である。この項目では、1943年に建設された雄基臨時要塞を含めて記述する。

## 概要
満州国建国後、朝鮮半島の東北端に位置する羅津は、満州と日本の中継地として重要な地となった。1932年、羅津に要塞地帯法が設定され、1939年から砲台建設工事に着手し、1941年8月に2砲台が竣工した。1942年4月、本戦備が下令され、羅津要塞の要塞整理工事の完工は1943年3月であった。同年、隣接の雄基の防衛のため雄基臨時要塞の砲台工事が着工し防備を強化した。
1944年7月末に、本土の防衛強化のため、羅津要塞重砲兵連隊の主力が転出した。残留中隊を縮小再編して羅津要塞砲兵隊とした。
1945年8月、ソ連対日参戦によりソ連軍（赤軍）の攻撃を受け戦闘を交えたが、8月18日に停戦命令が出された。

## 年譜
- 1932年（昭和7年） - 羅津に要塞地帯法を設定。
- 1938年（昭和13年）8月 - 警急戦備下令、通信網工事に着手。
- 1939年（昭和14年）7月 - 花端砲台・城亭端砲台着工
- 1941年（昭和16年）8月 - 花端砲台・城亭端砲台竣工
- 1942年（昭和17年）4月 - 本戦備下令
- 1943年（昭和18年） - 雄基臨時要塞着工（大草島砲台・油津砲台・西水羅砲台・慶興砲台）

## 主要な施設
羅津要塞
- 花端砲台
- 城亭端砲台

雄基臨時要塞
- 大草島砲台
- 油津砲台
- 西水羅砲台
- 慶興砲台

## 羅津要塞歴代司令官
- 米岡米吉 大佐：1936年8月1日[1] -
- 中島徳太郎 大佐：1937年8月2日[2] -
- 遠山登 大佐：1939年1月16日[2] -
- 臼田寛三 大佐：1939年11月11日[2] -
- 足立重郎 大佐：1940年1月15日[2] -
- 西村利温 予備役中将[注釈 1]：1942年1月19日[3] -
- 二見秋三郎 予備役少将：1942年12月1日[3] -
- 瀬谷啓 予備役中将：1945年4月8日[4] -

## 羅津要塞重砲兵連隊
羅津要塞重砲兵連隊は、羅津要塞の主戦力として1941年7月16日に編成下令された。通称号は朝鮮第7402部隊である。太平洋戦争後期の1944年7月末に日本本土の防衛強化のために、一部を残して九十九里浜に移動することが決まり、近衛第3師団に配属された。残留部隊は羅津要塞砲兵隊に再編された。
1945年1月22日には重砲兵第14連隊（通称号：捷第13361部隊）に改編・改称した。3月には第52軍砲兵隊に編入された。その後、第1大隊は伊豆大島に進出して独立混成第65旅団に配属された。連隊は従来の大隊結節を廃止して6個中隊に改編され、7月には第1中隊を第152師団に配属した。築城をしつつ、終戦を迎えた。終戦時の連隊長は兼松旭大佐であった。